# SS-Aufseherin

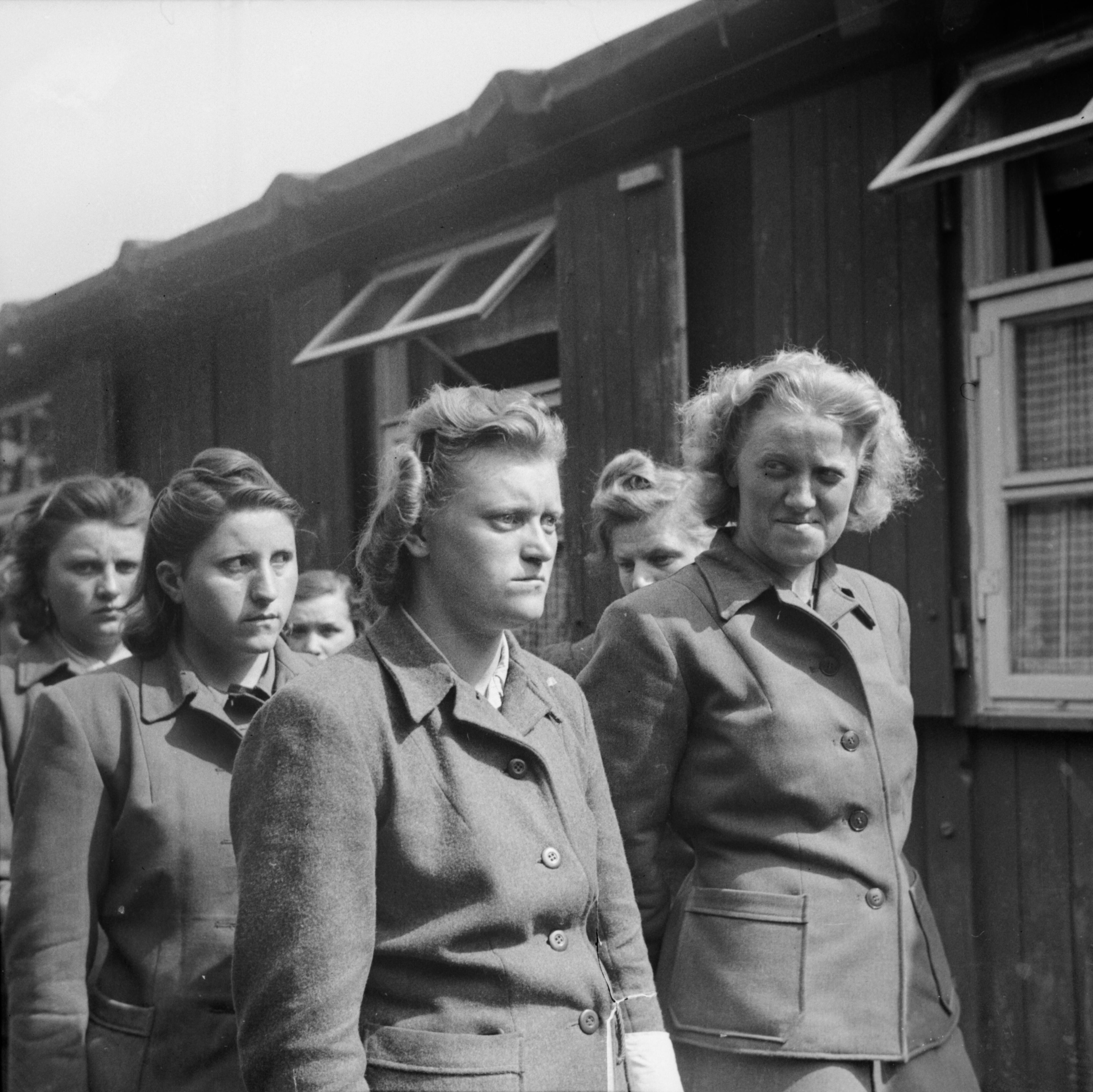
Żeński personel SS z obozu koncentracyjnego Bergen-Belsen w 1945; od lewej: Hildegard Kanbach, Irene Haschke, Elisabeth Volkenrath i Hertha Bothe

SS-Aufseherin (niem. Aufseherin – pol. nadzorczyni; l. mn. SS-Aufseherinnen) – funkcja kobiet pełniących służbę w niemieckich nazistowskich obozach koncentracyjnych III Rzeszy w latach 1938–1945.

## Status

### Przynależność służbowa
Nadzorczynie SS nie były członkiniami SS. Należały one do żeńskiej załogi SS (SS-Gefolge). Były one uznawane za żeńskie siły pomocnicze, zobowiązywały się one umową do świadczenia służby dla Waffen-SS i podlegały sądownictwu SS. Mimo tego nie uprzywilejowano ich możliwością noszenia munduru SS. Wśród nadzorczyń nie wprowadzono stopni wojskowych czy stopni służbowych SS, lecz hierarchię funkcyjną.

### Nazewnictwo
Niemieckie słowo Aufseherin w odniesieniu do funkcji sprawowanej w obozie koncentracyjnym należy rozumieć jako «nadzorczyni». W literaturze występuje często polski odpowiednik «strażniczka» bądź «dozorczyni». Osobną kwestią są określenia funkcji Aufseherin występujące wśród samych więźniarek, które utrwaliły się w języku obozowym i utrzymywały się następnie np. w literaturze wspomnieniowej. Owe spolszczone – wynikające z niezrozumienia – wersje to: aufzejerka, aufsejerka, aufsehrin, auzejerka, auzjerka, aufszerka, aufseherinka, aufscherka.

## Historia
Od czasu powstania KL Lichtenburg jako pierwszego, centralnego obozu koncentracyjnego dla kobiet w grudniu 1937 roku, pojawiło się zapotrzebowanie na kobiece grupy nadzorcze. Wraz ze wzmożonymi działaniami wojennymi zaczęto budowę nowego obozu dla kobiet (niem. Frauenkonzentrationslager, FKL) w Ravensbrück. Utworzony w listopadzie 1938 roku był jedynym obozem na terenie Niemiec, który został przeznaczony do więzienia kobiet. Był uznawany za centralny obóz koncentracyjny dla kobiet na obszarze Rzeszy. Już na wiosnę 1939 roku do Ravensbrück przywieziono pierwszą grupę około tysiąca kobiet.
W ciągu kolejnych miesięcy i lat zapotrzebowanie na kobiece jednostki nadzorczyń w obozach zwiększało się. Nadzorczynie w obozach koncentracyjnych stanowiły jedynie 10% całego personelu. Ich zadaniem było pilnowanie więźniarek, nadzór nad ich pracą, zarówno na terenie obozu, jak i poza nim. Oficjalne statystyki ze stycznia 1945 roku stwierdzają, że wśród około 37 tysięcy załogi oddziałów Waffen-SS tylko 3500 stanowiły kobiety pełniące czynną służbę jako wartowniczki w obozach.

## Rekrutacja
Nadzorczynie rekrutowano do obozowej załogi z ramienia SS-Gefolge. Po ukończeniu kilkumiesięcznego szkolenia oraz pozytywnej weryfikacji przełożonych były wcielane do różnych załóg nadzorczych w niemieckich obozach.
Nadzorczyniami były przede wszystkim ochotniczki, które zgłaszały się dobrowolnie składając meldunki w odpowiedzi na ogłoszenia o zapotrzebowaniu personelu do KZ (anonsowane np. w gazetach). Bodźcem, który skłaniał do dobrowolnego zgłaszania się kobiet do służby w obozach była stabilna posada i możliwość uzyskania emerytury za wykonywaną pracę. Wysokość pensji nie mogła być dodatkową motywacją, gdyż ustalono, iż średnie zarobki nadzorczyni niewiele przewyższały wynagrodzenie ówczesnych robotnic w III Rzeszy (ok. 100 marek), lecz w innych przypadkach mogły być mniejsze.
Często kobiety poprzez służbę w SS-Gefolge chciały pokazać swój stosunek do Rzeszy. Do służby zgłaszały się kobiety ze średniej klasy społecznej, niemające często pracy ani odpowiedniego wykształcenia. Były to w większości mieszkanki terenów sąsiadujących z danym obozem. Nierzadko wśród pracujących razem nadzorczyń ustalono pokrewieństwo, co świadczy o namawianiu do służby w ramach kręgu własnej rodziny. Kandydatka do służby nadzorczyni miała mieć 21 do 45 lat, odznaczać się dobrą kondycją fizyczną i nie być wcześniej karana.
Wraz z rozbudową obozów oraz wzrastającą liczbą więźniów, wzrosło zapotrzebowanie na personel nadzorczy. Przedstawiciele SS za pomocą gazet i urzędów pracy werbowali kobiety. Różnego rodzaju kampanie zachęcające do wstępowania w szeregi nadzorczyń nie przyniosły oczekiwanego powodzenia. Praca w obozach była przedstawiana jako „lekka praca fizyczna”, która nie wymaga „szczególnej wiedzy”.
Z postanowienia dotyczącego zameldowania mężczyzn i kobiet do służby na terenie III Rzeszy, wszyscy mężczyźni między 16. i 65. oraz kobiety między 17. a 45. rokiem życia podlegali obowiązkowi zgłaszania się do pracy w przemyśle zbrojeniowym lub do służby w obozach.
Po udanym przejściu przez egzamin wstępny, kobiety podpisywały kontrakt z SS obowiązujący na okres próbny i otrzymywały funkcję nadzorczyni pomocniczej (Hilfsaufseherin). Następnie odbywały szkolenie przygotowujące do pełnienia funkcji w obozach koncentracyjnych. Czas trwania kursu ulegał zmianie i wraz z postępem wojny był uzależniony od sytuacji na froncie oraz zapotrzebowania. Szkolenie generalnie trwało około miesiąca (czasami nawet do pół roku), zaś od marca 1942 roku kurs trwał 6 tygodni, jednak pod koniec wojny wystarczające okazywały się kilkudniowe szkolenia.
Szkolenia odbywały się na terenie obozu Ravensbrück, który uchodził za centralny obóz szkoleniowy dla nadzorczyń. Od marca 1944 roku na terenie obozu Ravensbrück szkolono każdego miesiąca około kilkuset kobiet. Poza tym ośrodki szkoleniowe oraz szkoły nadzorczyń SS mieściły się również w Holleischen w Sudetengau (obecnie Holýšov w Czechach), w obozie Stutthof koło Gdańska czy w podobozie Langenbielau (obecnie Bielawa).
Wiele nadzorczyń, po ukończonym szkoleniu w Ravensbrück zostało skierowanych do nowo powstających obozów zbudowanych już po wybuchu wojny, były to: Majdanek, Auschwitz, Bergen-Belsen.

## Struktura
Obozy dla kobiet podlegały komendantowi obozu (Lagerkommandant). W nielicznych przypadkach taką funkcję sprawowała kobieta mianowana Lagerführerin. Wśród nadzorczyń pełniących służbę w obozie na czele w hierarchii stała starsza nadzorczyni (SS-Oberaufseherin), podlegająca bezpośrednio kierownikowi obozu (Schutzhaftlagerführer).
Funkcje nadzorczyń SS:
- SS-Lagerführerin – kierowniczka obozu. Jej funkcja odpowiadała stanowisku kierownika obozu, jednak nie mogła samodzielnie wydawać rozkazów SS-manom.
- SS-Oberaufseherin – starsza nadzorczyni (określana też Erstaufseherin – pierwsza nadzorczyni). Kierowała przydzielonym odcinkiem obozu mając do swojej dyspozycji kilka szeregowych SS-Aufseherinnen. Przekazywała kierownikowi obozu meldunki dzienne o stanie liczebnym nadzorczyń i więźniarek, odbierała poranny apel nadzorczyń oraz kontrolowała personel strażniczy. Poza tym ustalała codziennie komanda robocze (Arbeitskommando) i czuwała nad ich wydajnością, odpowiadała za kontrolę baraków, wysuwała do mianowania kierownikowi obozu więźniarki funkcyjne. Na starsze nadzorczynie awansowano doświadczone nadzorczynie.
- SS-Rapportführerin – raportowa. Odpowiadała za porządek i dyscyplinę. Do zakresu jej obowiązków należało przede wszystkim ustalenie stanów liczbowych więźniów w obozie podczas apeli porannych i wieczornych, spisywanie raportów o stanie liczbowym więźniarek. Była przełożoną wszystkich kierowniczek poszczególnych bloków – Blockführerinnen. Podlegała bezpośrednio kierowniczce obozu.
- SS-Arbeitsdienstführerin – kierowniczka obozowej służby pracy. Odpowiadała za wykonywaną przez więźniarki pracę od strony technicznej. Zajmowała się rozliczeniami pracy i wyliczała produktywność więźniarek.
- SS-Blockführerin – kierowniczka bloku więźniarek. Do jej zadań należało pilnowanie stanu liczebnego każdego z podlegającemu jej blokowi oraz ogólne dopilnowanie porządku podczas apelów. Mogła także decydować o zastosowaniu kary wobec więźniów, pomimo że często nie wykonywała wyroku osobiście, była obecna przy jej wymierzaniu. Zajmowała się również cenzurą listów.
- SS-Kommandoführerin – kierowniczka komanda roboczego. Odpowiadała za grupę więźniów zatrudnionych do pracy w poszczególnych komandach. Więźniowie pracowali zarówno na terenie obozu, jak i poza nim w zewnętrznych komandach (Außenkommandos). Do zadań Kommandoführerin należało pilnowanie tempa pracy, jej jakości i wydajności. Nadzorczynie pracujące na zewnątrz obozu odpowiadały też za porządek podczas przemarszu kolumny więźniarskiej do miejsca pracy. Pomagały im w tym specjalnie wyszkolone psy.
- SS-Arrestführerin – kierowniczka aresztu. Pilnowała kobiety w bunkrze (więzieniu obozowym) oraz wymierzała kary chłosty.
- Effektenverwalterin – zarządzająca mieniem. Nadzorczyni odpowiedzialna za wydawanie mundurów zarządzanie rzeczami osobistymi, które odebrano kobietom po ich przybyciu do obozu.

## Umundurowanie
Nadzorczynie nosiły jako ubranie służbowe od 1940 roku uniformy, które wprowadzone zostały prawdopodobnie z okazji wizyty w Ravensbrück Heinricha Himmlera. Generalnie nadzorczynie SS nosiły specjalne uniformy o kroju wojskowym oraz były wyposażone w broń krótką.
Umundurowanie SS-Aufseherin składało się dwuczęściowego kompletu: żakietu, narzutki lodenowej oraz spódnicy (bądź spódnico-spodni) – wszystko w kolorze feldgrau. Żakiet posiadał pięć płaskich guzików, w dolnej części umieszczone były na wysokości bioder dwie gładkie kieszenie. Na lewym rękawie żakietu przyszyty był orzeł, charakterystyczny dla żołnierskich kurtek mundurowych, wyszywany białą nicią na ciemnym podkładzie w kolorze żakietu. Kołnierz żakietu płynnie przechodził w zapięcie. Spódnica długości do kolan posiadała zarówno z przodu, jak i z tyłu kontrafałdę. Do munduru SS-Aufseherinnen nosiły zazwyczaj białą koszulę a jej kołnierz wykładały na wierzch żakietu. Niektóre nadzorczynie nosiły do koszuli czarny krawat.
Innym, ważnym elementem umundurowania był pas. Kobiety zakładały go tylko wtedy, gdy nosiły przy nim broń krótką, czyli pistolet. Pas był wykonany z przyciemnianej skóry i zapinany aluminiową klamrą przedstawiającą orła na tle wieńca z liści dębowych. Na klamrze wytłoczony był napis „Meine Ehre heißt Treue” (niem. Mój honor to wierność).
Nakrycie głowy stanowiła furażerka. Uszyta była z materiału o kolorystyce zbliżonej do samego munduru. Posiadała ona poza godłem narodowym symbol trupiej czaszki. Oba symbole, wyszyte srebrną nicią na ciemnym, filcowym podkładzie, umieszczone były na przedniej części furażerki. Jako że SS-Aufseherinnen nie należały oficjalnie do formacji SS, nie posiadały żadnych wojskowych oznaczeń ani stopni wojskowych. Jednakże za dystynkcje służył czarny pasek na rękawie, do którego przy wstąpienia na wyższy stopień uposażenia dodawana była gwiazdka. Ponadto od marca 1944 roku starszą nadzorczynię (Oberaufseherin) rozpoznawano przez trzy srebrne paski na ramieniu oraz srebrnoszarą lamówkę na wypustce otoku czapki.
Do munduru nadzorczynie nosiły oficerki wykonane z czarnej, gładkiej skóry, na podeszwie podbijane gwoździami z zamocowanymi na pięcie metalowymi podkówkami. Dopuszczalne było także noszenie zwykłego, kobiecego obuwia.
Nieodzowną rzeczą, z którą SS-Aufseherinnen nie rozstawały się ani przez moment, były różnego rodzaju narzędzia tortur: pejcze, baty oraz kije. Broń tego typu, różnej długości, wykonana z różnych materiałów (najczęściej był to celofan) w rękach SS-Aufseherin stawała się okrutnym narzędziem tortur. Przy ich pomocy, nadzorczynie wzbudzały ciągły strach w szeregach więźniarek, nadmierne używanie pejczy przez SS-Aufseherinnen często było przyczyną śmierci katowanych kobiet.

## Nadzorczynie

### Przydomki
Przezwiska i przydomki nadawane oprawcom służyły do „eksponowania groźnego dla więźniów sposobu zachowania się przezywanych, oraz do ośmieszania lub piętnowania jakieś cechy charakteru.
Najczęstszą metodą tworzenia przydomku było dodanie do imienia przezywanego jakiegoś kontrastowego przymiotnika. Więźniowie bardzo często stosowali też zasadę kontrastu, nadając niewinne przezwiska największym obozowym oprawcom. Przydomki wskazywały również charakterystyczne cechy poruszania się lub fizyczne ułomności”. Najbardziej znane z nich to:
- „Piękne Widmo” (Jenny-Wanda Barkmann)[10]
- „Kobieta z psami” (Johanna Bormann)
- „Kobyła z Majdanka” (Hermine Braunsteiner)
- „Kostucha”, „Śmierć” (Margot Drechsel)
- „Piękna Bestia”, „SS-Jędza” (Irma Grese)
- „Suka z Buchenwaldu”, „Wiedźma z Buchenwaldu”, „Ilsa-Abażur” (Ilse Koch)
- „Krwawa Brygida” (Hildegard Lächert)
- „Bestia” (Maria Mandl)
- „Słoma” (Charlotte K. Mayer)
- „Ny-Ny” (Martha Ulbrich)
- „Mrówka” (Charlotte Weber)

### Procesy

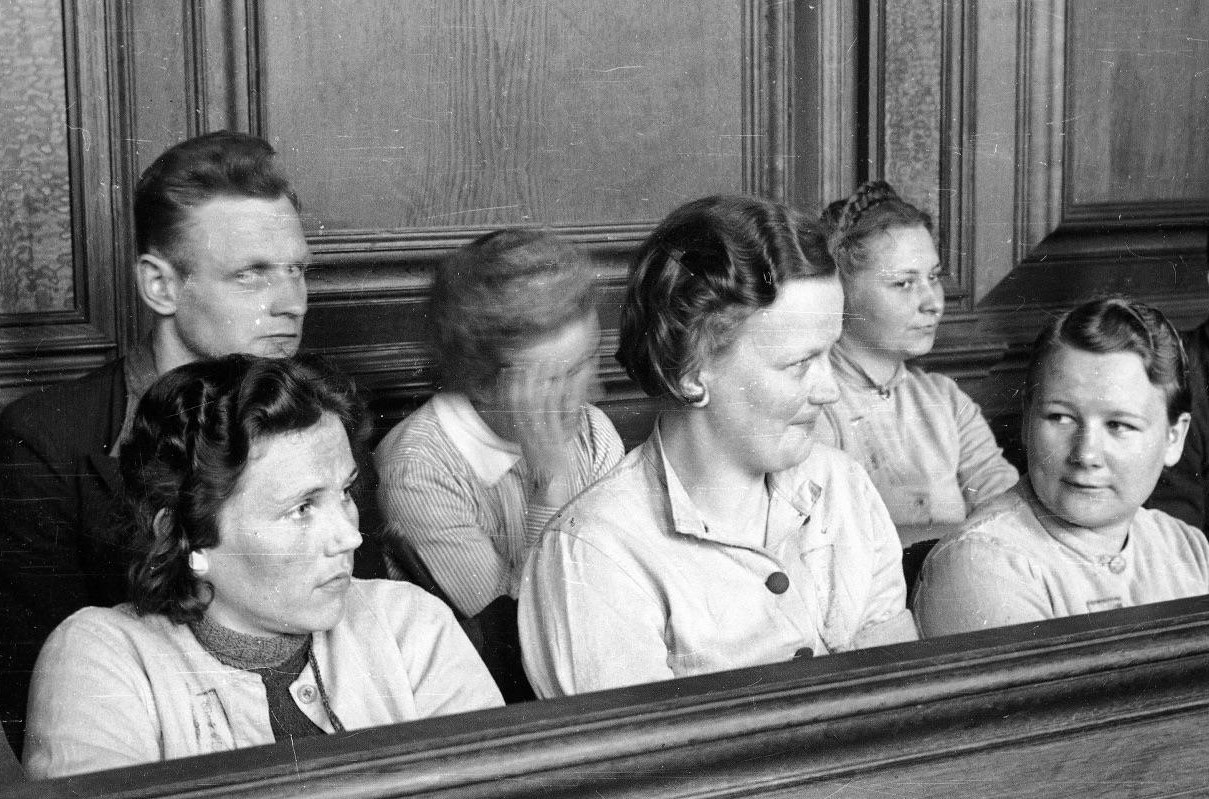
Jenny-Wanda Barkmann (w drugim rzędzie pierwsza z prawej) w czasie powojennego procesu żeńskiego personelu obozowego z obozu Stutthof (KL), 1946 Gdańsk

Powojenne postępowania karne mające na celu osądzenie nadzorczyń SS odbywały się przede wszystkim w Niemczech oraz w Polsce – kraju, który był najbardziej zainteresowany rozliczeniem zbrodni dokonanych przez kobiety pełniące służbę obozową w SS-Gefolge. Jednakże przed sąd doprowadzono znikomy procent byłych nadzorczyń pracujących w czasie wojny w obozach Auschwitz-Birkenau, Majdanek, Plaszow czy Groß-Rosen – jedynie około 24 z co najmniej 1000 ustalonych nadzorczyń SS. Najważniejsze procesy to:
- Pierwszy proces oświęcimski
- Procesy załogi Bergen-Belsen
- Procesy załogi Ravensbrück
- Procesy załogi Majdanka
- Procesy załogi Stutthofu
- Proces załogi Buchenwaldu